# Henri Louveau
Ernest Henri Louveau (Suresnes, 25 gennaio 1910 – Orléans, 7 gennaio 1991) è stato un pilota automobilistico francese.

## Carriera
Nel primo dopoguerra iniziò a partecipare alle competizioni della Formula Grand Prix, ottenendo una vittoria nel 1946
Nel 1949 si è classificato 2º alla 24 Ore di Le Mans.
Ha partecipato a 2 Gran Premi di Formula 1 tra il 1950 e il 1951.

## Risultati

### Risultati in Formula 1
| 1950 | Scuderia      | Vettura             |  |  |  |  |  |  |     |  | Punti | Pos. |
| ---- | ------------- | ------------------- |  |  |  |  |  |  | --- |  | ----- | ---- |
| 1950 | Ecurie Rosier | Talbot-Lago T26C-GS |  |  |  |  |  |  | Rit |  | 0     |      |

| 1951 | Scuderia      | Vettura          |     |  |  |  |  |  |  |  | Punti | Pos. |
| ---- | ------------- | ---------------- | --- |  |  |  |  |  |  |  | ----- | ---- |
| 1951 | Ecurie Rosier | Talbot-Lago T26C | Rit |  |  |  |  |  |  |  | 0     |      |

| Legenda | 1º posto     | 2º posto | 3º posto    | A punti         | Senza punti/Non class.  | Grassetto – Pole position Corsivo – Giro più veloce |
| Legenda | Squalificato | Ritirato | Non partito | Non qualificato | Solo prove/Terzo pilota | Grassetto – Pole position Corsivo – Giro più veloce |

### Risultati nei Gran Premi di automobilismo
| 1946    | Scuderia        | Vettura      | FRA | SVI | ITA |     |  | Posizione |
| ------- | --------------- | ------------ | --- | --- | --- | --- |  | --------- |
| 1946    | Scuderia Milano | Maserati 4CL | Rit |     | Rit |     |  | 9º        |
| 1947    | Scuderia        | Vettura      | SVI | BEL | ITA | FRA |  | Posizione |
| 1947    | Ecurie Gersac   | Delage D6.70 | 12  | Rit | 6   | -   |  | -         |
| 1947    | Enrico Platé    | Maserati 4CL | -   | -   | -   | 2   |  | -         |
| Legenda |                 |              |     |     |     |     |  |           |

### Risultati nella 24 Ore di Le Mans
| Anno | Classe | N° | Gomme | Vettura                      | Squadra         | Co-piloti       | Giri | Pos. Assol. | Pos. di Classe |
| ---- | ------ | -- | ----- | ---------------------------- | --------------- | --------------- | ---- | ----------- | -------------- |
| 1939 | 1.1    | 38 | D     | Simca Huit Fiat 1.1L I4      | Victor Camerano | Victor Camerano | 163  | 17º         | 4º             |
| 1949 | S 3.0  | 15 | D     | Delage D6S-3L Delage 3.0L I6 | Henri Louveau   | Juan Jover      | 234  | 2º          | 1º             |
| 1950 | S 3.0  | 18 | D     | Delage D6-3L Delage 3.0L I6  | Henri Louveau   | Jean Estager    | 241  | 7º          | 3º             |